# Psychoda setigera
Psychoda setigera är en tvåvingeart som beskrevs av Tonnoir 1922. Psychoda setigera ingår i släktet Psychoda och familjen fjärilsmyggor. Arten är reproducerande i Sverige. Inga underarter finns listade i Catalogue of Life.